# 凸旋螺
凸旋螺（学名：Gyraulus convexiusculus）为扁蜷科旋螺属的动物，俗名扁蜷螺。分布于东南亚及南亚等地的多個國家、台湾岛以及中国大陆的江苏、浙江、福建、广东、广西、云南等地，主要栖息于湖泊、小溪、沼泽地区、小水洼、稻田、池塘以及灌溉沟渠，會损坏绿肥的培育。

## 形态描述
贝壳较小型，壳质薄，略坚固，外形呈扁圆盘形。直径约为7—8毫米，高1．5毫米，有4一5个螺层，各螺层宽度增长较均匀缓慢。贝壳上、下两面皆凹入，均可看到同样的螺层；体螺层周缘具有龙骨或者缺少龙骨，但不影响亮口外缘形状。缝合线明显。壳面呈灰色、灰黄色或淡褐色。壳口略呈斜卵圆形，外缘薄，呈弧形，轴缘弧形。脐孔大而浅。

## 宿主
本物種为寄生於人、畜、禽类的多种吸虫的中间宿主，包括Artyfechinostomum malayanum。

## 外部連結
- 維基物種上的相關：凸旋螺